# کندار
کندار (به عربی: کندار) یک منطقهٔ مسکونی در تونس است که در استان سوسه واقع شده‌است. کندار ۳٬۸۱۶ نفر جمعیت دارد.